# ساردین سفید
نام علمی گونه
(Sardinella (Valenciennes. ۱۸۴۷
نام علمی مترادف : (Sardinella bulan (Bleeker, ۱۸۴۷
نام انگلیسی : White sardinella
نام فارسی : ساردین سفید
اندازه : حداکثر اندازه ۱۴ سانتیمتر و طول متوسط آن به ۱۰ سانتیمتر می‌رسد.
مشخصات : بدن دوکی شکل و فشرده، قاعده باله پشتی به‌طور نامحسوس جلوتر از وسط پشت قرار دارد، قاعده باله مخرجی کوتاه و خیلی دور از قاعده باله پشتی به بدن چسبیده می‌باشد. باله پشتی دارای ۱۴ تا ۱۶ اشعه، باله مخرجی دارای ۱۶ تا ۱۹ اشعه و باله شکمی دارای ۸ شعاع نرم می‌باشد. قاعده باله شکمی در قسمت پائین جلوی قاعده باله پشتی به بدن چسبیده می‌باشد، در ناحیه زره شکمی دارای ۳۰ تا ۳۲ عدد فلس می‌باشد، خطوط عمودی بر روی فلس در قسمت میانی به هم نمی‌رسند. رنگ بدن در پشت سبز – آبی و در پهلوها نقره‌ای می‌باشد.
زیست شناسی : معمولاً به صورت گله‌ای در آب‌های ساحلی حرکت می‌کنند و تغذیه آن‌ها از زئوپلانکتونها (لار و نرمتنان و سخت پوستان) و فیتوپلانکتونها می‌باشد.
نامهای مورد استفاده در جنوب ایران : گورخ، مومغ، حشینه
وسایل صید : تور گردان – تور گوشگیر و تورهای کیسه‌ای در آب‌های کم عمق، تورهای کششی ساحلی، ترال سطحی و میان آبی.